# Krasnokamensk
Krasnokamensk (tiếng Nga: ?) là một huyện hành chính tự quản (raion), của Vùng Zabaykalsky, Nga. Huyện có diện tích 41 km², dân số thời điểm ngày 1 tháng 1 năm 2000 là 54500 người. Trung tâm của huyện đóng ở Krasnokamensk.